# Michaił Dienisienko
Michaił Iwanowicz Dienisienko (ros. Михаил Иванович Денисенко, ur. 12 lipca?/24 lipca 1899 w chutorze Tiemczenkow (obecnie w obwodzie sumskim), zm. 7 kwietnia 1949 w Witebsku) – radziecki dowódca wojskowy, generał major, Bohater Związku Radzieckiego (1943).

## Życiorys
Urodził się w ukraińskiej rodzinie chłopskiej. Skończył niepełną szkołę średnią, pracował przy budowie kolei, w maju 1919 został powołany do Armii Czerwonej, uczestniczył w wojnie domowej – w walkach przeciwko armii Denikina. W 1920 jako żołnierz 14 Armii, 12 Armii i 1 Armii Konnej walczył przeciw armiom Petlury i Wrangla oraz w wojnie z Polską, w listopadzie 1920 został politrukiem kompanii, od 1920 należał do RKP(b). W 1925 ukończył szkołę piechoty w Połtawie i został dowódcą plutonu, później był politrukiem kompanii i dowódcą kompanii, w 1936 dowódcą batalionu, od czerwca 1936 do września 1936 szefem sztabu pułku, następnie dowódcą pułku w Samodzielnej Armii Czerwonego Sztandaru na Dalekim Wschodzie. W grudniu 1940 został dowódcą 202 Brygady Powietrznodesantowej na Dalekim Wschodzie, w grudniu 1941 kierownikiem kursów młodszych poruczników Frontu Dalekowschodniego, potem szefem sztabu 10 Korpusu Powietrznodesantowego, a od marca do sierpnia 1942 dowódcą 9 Korpusu Powietrznodesantowego w Moskiewskim Okręgu Wojskowym, od 10 sierpnia 1942 brał udział w wojnie z Niemcami kolejno na Froncie Południowo-Wschodnim, Stalingradzkim, Woroneskim, Stepowym i 3 Ukraińskim. Uczestniczył w bitwie pod Stalingradem i pod Kurskiem, w grudniu 1943 został dowódcą 12 Gwardyjskiej Dywizji Powietrznodesantowej 38 Armii 3 Frontu Ukraińskiego, brał udział w operacji wiedeńskiej i praskiej. Po wojnie nadal dowodził dywizją, od sierpnia 1946 pracował w Głównej Inspekcji Wojsk Lądowych, od listopada 1946 do września 1947 był zastępcą dowódcy 69 Dywizji Piechoty Gwardii, w grudniu 1948 ukończył kursy przy Akademii Wojskowej im. Frunzego i został dowódcą 103 Gwardyjskiej Dywizji Powietrznodesantowej w Białoruskim Okręgu Wojskowym w Witebsku. Zginął przy wykonywaniu skoku spadochronowego.
W Wołgogradzie jego imieniem nazwano ulicę.

## Odznaczenia
- Złota Gwiazda Bohatera Związku Radzieckiego (20 grudnia 1943)
- Order Lenina (dwukrotnie)
- Order Czerwonego Sztandaru (dwukrotnie – 9 marca 1943 i 18 września 1943)
- Order Suworowa II klasy (1 listopada 1943)
- Order Kutuzowa II klasy (26 kwietnia 1945)
- Medal „Za obronę Stalingradu”
- Medal „Za zdobycie Wiednia”
- Medal „Za wyzwolenie Pragi”
- Medal „Za zwycięstwo nad Niemcami w Wielkiej Wojnie Ojczyźnianej 1941–1945”
- Medal jubileuszowy „XX lat Robotniczo-Chłopskiej Armii Czerwonej”
- Medal jubileuszowy „30 lat Armii Radzieckiej i Floty”